# God game
God game (còn gọi là trò chơi mô phỏng thần thánh) là một dạng game đời sống nhân tạo thường để người chơi ở vị trí kiểm soát game trên một quy mô lớn, trong vai trò là một thực thể với sức mạnh thần thánh/siêu nhiên, hay một nhà lãnh đạo tuyệt vời, hoặc không có nhân vật cụ thể (như trong Spore), và đặt chúng phụ trách thiết lập trò chơi chứa các nhân vật tự trị để bảo vệ và ảnh hưởng. Điều này không phải là để bị nhầm lẫn với god mode, một trạng thái thường thấy trong nhiều trò chơi (thường là cấp cho người chơi thông qua việc sử dụng một kiểu gian lận hoặc được ban ơn như mở khóa phần thưởng trong game) trong đó nhân vật người chơi được ban cho tính vô địch, bất khả chiến bại hay cả hai.

## Định nghĩa
God game là một nhánh của thể loại game đời sống nhân tạo, nơi mà người chơi sử dụng sức mạnh siêu nhiên để ảnh hưởng gián tiếp đến một nhóm cư dân thờ phụng vị thần được mô phỏng. Thể loại tách biệt với dòng game chiến lược, bởi vì người chơi không thể bảo đơn vị cụ thể phải làm gì, mặc dù god game vẫn có thể liên quan đến sự cạnh tranh giữa những người chơi đối thủ. Thể loại cũng tách biệt dạng mô phỏng xây dựng và quản lý, bởi vì lối chơi xoay quanh phát triển và sử dụng sức mạnh siêu nhiên của mình để ảnh hưởng gián tiếp đến các tín đồ của họ.

## Thiết kế
God game cho phép người chơi vào vai của một vị thần với quyền năng hạn chế, tương tự như các vị thần từ thần thoại Hy Lạp cổ đại. Sức mạnh của người chơi đến từ các tín đồ mô phỏng, những người thường đơn giản hay thuộc bộ lạc trong tự nhiên. Nó khá phổ biến cho hầu hết mọi người trong god game trông y như nhau. Những god game ban đầu chỉ xuất hiện những mô hình nam nữ trưởng thành, trong khi Black and White còn có cả trẻ con. Người chơi phải tiết kiệm lượng quyền năng hoặc mana, có nguồn gốc từ kích cỡ và sự thịnh vượng của dân số các tín đồ. Người chơi tiêu thụ nguồn năng lượng này bằng cách sử dụng quyền hạn thần thánh để giúp tín đồ của họ, chẳng hạn như ban phước cho vụ mùa của họ hoặc làm phẳng dãy đồi để làm đất ruộng tốt hơn. Điều này dẫn đến một vòng phản hồi tích cực, tạo thêm nhiều quyền lực hơn cho phép người chơi làm cư dân sinh sôi nảy nở giúp họ đạt được nhiều quyền năng hơn. Tuy nhiên, những năng lực mạnh mẽ hơn thường đòi hỏi nhiều năng lượng hơn, thường dưới dạng thiên tai có thể gây thiệt hại cư dân của đối phương hơn là cải thiện cuộc sống cho các tín đồ của người chơi. Trò chơi thường sử dụng một góc nhìn từ trên xuống dưới, tương tự như một game chiến lược thời gian thực.
God game được phân loại là một nhánh của dạng game đời sống nhân tạo bởi vì người chơi sẽ chăm nom dân số mô phỏng mà họ chỉ kiểm soát một cách gián tiếp. Dù god game chia sẻ phẩm chất với cả dạng game mô phỏng xây dựng và quản lý và game chiến lược thời gian thực, người chơi trong god game chỉ có thể thực hiện việc kiểm soát dân số của họ một cách gián tiếp. Họ không thể nói cho các đơn vị cụ thể phải làm gì, như đã thấy trong các game chiến lược, dù đôi lúc người chơi có thể cạnh tranh chống lại người chơi khác với sự ủng hộ từ dân chúng của mình. Hơn nữa, người chơi được trao quyền thần thánh lại không thấy trong các trò chơi xây dựng hoặc quản lý, chẳng hạn như khả năng kiểm soát thời tiết, biến đổi cảnh quan, và ban phước hay nguyền rủa những nhóm dân cư khác nhau.

## Lịch sử
Dù đã có nhiều ảnh hưởng lên thể loại god game, tựa game đầu tiên của thể loại này được nhắc đến chính là Populous từ năm 1989. Do Peter Molyneux của Bullfrog Productions phát triển, trò chơi đã thiết lập nên mẫu lối chơi mà quyền lực thần thánh của người chơi sẽ tăng tỷ lệ thuận với số dân các tín đồ của họ. Game nổi bật vì ban cho người chơi sức mạnh siêu nhiên về đất đai và thiên nhiên có thể được sử dụng với ý đồ tốt hay xấu, và một số của lối chơi này được mô phỏng bởi các game chiến lược thời gian thực khác với kiểm soát trực tiếp hơn. Sự pha trộn thể loại này đáng chú ý gồm god game hành động ActRaiser cho Super Nintendo vào năm 1990. Nó cũng có ảnh hưởng đến tựa game chiến lược thời gian thực lai Dungeon Keeper, được phát triển bởi Molyneux vào năm 1997. Black & White của Molyneux đã chịu ảnh hưởng nặng nề từ dòng game nổi tiếng Populous.